# Home Farm FC
Der Home Farm Football Club ist ein irischer Fußballverein aus dem Dubliner Stadtteil Whitehall.

## Geschichte
Mitte der 1920er Jahre existierte in den Dubliner Stadtteilen Whitehall und Drumcondra eine Straßenfußballliga. 1928 fusionierten die Teams Richmond Road und Home Farm Road zum Home Farm FC. Einer der Vereinsgründer war Brendan Menton Senior, der später Präsident der Football Association of Ireland wurde. Auch wenn der Verein nur in Amateurligen spielte, erwarb er sich die Reputation einer Talentschmiede und brachte zahlreiche Nationalspieler hervor. Einer davon war Billy Whelan, der in den 1950er für Manchester United stürmte und beim Flugzeugunglück von München ums Leben kam. 1961 und 1964 wurde der Home Farm FC Meister der Leinster Senior League.
Im Jahr 1972 verkaufte der Geschäftsmann Sam Prole seine Anteile am Proficlub Drumcondra FC an den Home Farm FC, der in der Saison 1972/73 als Home Farm/Drumcondra in der erstklassigen League of Ireland spielte. Schon ein Jahr später wurde der Vereinsname wieder in Home Farm FC geändert. Sportlich kam der Verein nie über die untere Tabellenhälfte heraus. Größte Erfolge waren die neunten Plätze 1979 und 1986. 1987 stieg die Mannschaft in die First Division ab. Im Jahre 1995 ging der Verein eine Partnerschaft mit dem englischen Proficlub FC Everton ein und spielte fortan als Home Farm Everton. Auf Anhieb gelang der Aufstieg in die Premier Division. Als Tabellenletzter der Saison 1996/97 ging es gleich wieder runter in die First Division. Erfolgreicher war der Verein in irischen Pokalwettbewerb. In der Saison 1975/76 erreichte der Verein über die Stationen Dundalk FC, Cork Celtic und St Patrick’s Athletic das Endspiel, welches die von Dave Bacuzzi trainierte Mannschaft durch ein Tor von Frank Devil überraschend mit 1:0 gegen den Shelbourne FC gewann. Damit qualifizierte sich der Verein für Europapokal der Pokalsieger 1975/76 und traf dort in der ersten Runde auf den RC Lens aus Frankreich. Einem 1:1 in Hinspiel auf eigenem Platz folgte eine 0:6-Niederlage im Rückspiel.
1999 endete die Zusammenarbeit mit dem FC Everton und der Home Farm FC wollte sich ins Amateurlager zurückziehen. Der CEO Ronan Seery kaufte dem Verein den Startplatz in der League of Ireland ab und sorgte für eine Spaltung des Vereins. Die Profimannschaft spielte fortan als Home Farm Fingal und wurde später in Dublin City umbenannt. Der Restverein spielt seitdem in der Leinster Senior League.

## Erfolge
- Irischer Pokalsieger: 1975
- Meister der Leinster Senior League: 1961, 1964

## Europapokalbilanz
| Saison  | Wettbewerb                  | Runde    | Gegner  | Gesamt | Hin     | Rück    |
| ------- | --------------------------- | -------- | ------- | ------ | ------- | ------- |
| 1975/76 | Europapokal der Pokalsieger | 1. Runde | RC Lens | 1:7    | 1:1 (H) | 0:6 (A) |

Gesamtbilanz: 2 Spiele, 1 Unentschieden, 1 Niederlage, 1:7 Tore (Tordifferenz −6)

## Persönlichkeiten
- Steve Balcombe
- Liam Brady
- Jake Carroll
- Ian Harte
- Graham Kavanagh
- Gary Kelly
- Brian Kerr
- Billy Whelan